# Saint-Romain (Charente)
Saint-Romain é uma comuna francesa na região administrativa da Nova Aquitânia, no departamento de Charente. Estende-se por uma área de 22,69 km². Em 2010 a comuna tinha 524 habitantes (densidade: 23,1 hab./km²).